# Esafluorofosfato
Esafluorofosfato è il nome dell'anione di formula PF6−. È una specie ottaedrica, isostrutturale con le specie isoelettroniche esafluoruro di zolfo SF6 e con l'anione esafluorosilicato SiF62−. È un anione molto stabile in soluzione, anche in acqua (vedere sotto). 

Viene comunemente utilizzato per precipitare sali di cationi di grosse dimensioni, sia organici che inorganici.

## Sintesi
L'anione PF6− si può preparare in soluzione acquosa per reazione tra acido fosforico e acido fluoridrico concentrato.
Sali contenenti l'anione PF6− si possono preparare per reazione del pentacloruro di fosforo con alogenuri alcalini o d'ammonio in soluzione di acido fluoridrico:
PCl5  +  MCl  +  6HF  →  MPF6  +  6HCl
L'acido esafluorofosforico si può preparare per reazione diretta tra pentafluoruro di fosforo e acido fluoridrico.
PF5  +  HF  →  HPF6
HPF6 è un acido di Brønsted forte e viene di solito preparato in situ subito prima dell'uso. Queste reazioni richiedono apparecchiature specifiche e particolari precauzioni per evitare i pericoli associati all'impiego di acido fluoridrico in soluzione e fluoruro di idrogeno gassoso.

## Proprietà
L'anione PF6− è di solito molto stabile in soluzione, ma tende a decomporsi in liquidi ionici rilasciando acido fluoridrico. La reazione di idrolisi per formare ioni fosfato è molto lenta anche per riscaldamento in acidi concentrati, ed è ancora più lenta in condizioni basiche.
È considerato un anione sostanzialmente non coordinante, al pari di BF4− e ClO4−, ed è un nucleofilo debole. Per queste caratteristiche è comunemente utilizzato per precipitare sali di cationi di grosse dimensioni, sia organici che inorganici. Tipicamente i sali che si ottengono sono solubili in solventi organici (specie se polari) e poco solubili in ambiente acquoso. L'esafluorofosfato di ammonio NH4PF6 è invece solubile in acqua. In presenza di cationi fortemente elettrofili l'anione PF6− può tuttavia reagire; per isolare sali di tali cationi bisogna ricorrere ad anioni ancor meno coordinanti.

## Analisi quantitativa
Ci sono vari metodi per la determinazione quantitativa dell'anione PF6−. Il cloruro di tetrafenilarsonio, [(C6H5)4As]Cl, è stato usato per determinare l'esafluorofosfato per via volumetrica e gravimetrica. Queste due metodologie si basano sulla formazione di esafluorofosfato di tetrafetilarsonio:
[(C6H5)4As]+ + PF6− → [(C6H5)4As]PF6
L'esafluorofosfato si può determinare anche per via spettrofotometrica con ferroina.

## Applicazioni

### Batterie ricaricabili
Il principale utilizzo commerciale dell'esafluorofosfato è come sale di litio, LiPF6. Questo sale, assieme al dimetilcarbonato, è usato come elettrolita negli accumulatori agli ioni di litio. Questa applicazione sfrutta l'elevata solubilità degli esafluorofosfati in solventi organici e il fatto che questi sali non vengono ridotti sul catodo di metallo alcalino.

### Sintesi organometallica
L'anione PF6− è spesso usato nella sintesi di composti organometallici come controione inerte e non coordinante (un altro anione di uso comune è il tetrafluoroborato). Un modo per aggiungere PF6− è sfruttare la reazione tra esafluorofosfato d'argento AgPF6 e un sale alogenuro. La precipitazione dell'alogenuro d'argento libera l'anione PF6−. Alternativamente, dato che i sali esafluorofosfati sono di solito insolubili in acqua e solubili nei solventi organici polari, in ambiente acquoso si può utilizzare direttamente l'esafluorofosfato di ammonio NH4PF6 (che è solubile in acqua) per precipitare molti sali organici e inorganici sotto forma di esafluorofosfati. L'utilizzo diretto di NH4PF6 è vantaggioso rispetto a AgPF6 in termini di costo e quando va evitata una contaminazione con ioni metallici.
Ad esempio, la sintesi con le microonde dell'esafluorofosfato di rodiocenio prevede la reazione tra ciclopentadiene e tricloruro di rodio idrato in metanolo. Con l'aggiunta di NH4PF6 il sale di rodio desiderato precipita in modo pulito dalla miscela di reazione. La reazione complessiva è
RhCl3.xH2O + 2C5H6 + NH4PF6 → [(η5-C5H5)2Rh]PF6(s) + 2HCl + NH4Cl + xH2O
In genere l'anione PF6− è considerato inerte e quindi molto utile come controione, tuttavia sono noti casi nei quali PF6− reagisce. Ad esempio il complesso di rodio [(η5-C5Me5)Rh(Me2CO)3](PF6)2 reagisce per riscaldamento in acetone, formando il complesso dinucleare [(η5-C5Me5)Rh(μ-OPF2O)3Rh(η5-C5Me5)]PF6 che contiene leganti a ponte difluorofosfato.

### Sintesi inorganica
L'anione PF6− è di grosse dimensioni e può quindi essere utile per stabilizzare grossi cationi. Un esempio è la sintesi del composto [Cu(CH3CN)4]PF6, nel quale i leganti acetonitrile proteggono il centro di rame(I) dall'ossidazione a rame(II). Questo complesso è anche labile ed è quindi un precursore adatto per sintetizzare composti di rame(I) in ambiente non acquoso, anche se l'arrangiamento lineare dei leganti acetonitrile con geometria tetraedrica attorno al metallo genera un ingombro notevole. L'uso di un controione grosso e non coordinante come PF6− risulta ideale per isolare il composto, che si ottiene aggiungendo acido esafluorofosforico ad una sospensione di ossido di rame(I) in acetonitrile:
Cu2O + 2HPF6 + 8CH3CN → 2[Cu(CH3CN)4]PF6 + H2O

### Liquidi ionici

Struttura dell'esafluorofosfato di 1-butil-3-metilimidazolio (BMIM-PF_{6}), un ben noto liquido ionico.

L'inerzia chimica e le proprietà non coordinanti di PF6− sono sfruttate per ottenere liquidi ionici. Un esempio è l'esafluorofosfato di 1-butil-3-metilimidazolio, in genere abbreviato BMIM-PF6, composto reperibile in commercio che è un liquido ionico a temperatura ambiente. La presenza dell'anione PF6− contribuisce a stabilizzare il catione imidazolio. Per confronto il cloruro di 1-butil-3-metilimidazolio si può decomporre formando N-metilimidazolo e 1-clorobutano, o N-butilimidazolo e clorometano. Alcuni liquidi ionici contenenti PF6− possono però decomporsi termicamente producendo fluoruro di idrogeno gassoso.